# Liste des fylker de Norvège par point culminant
Cette liste présente les points culminants des fylker et territoires de Norvège.

## Statistiques
La Norvège métropolitaine est subdivisée en 11 fylker (aussi traduits en « comtés ») ; le royaume de Norvège comprend également deux territoires dans l'hémisphère nord (Svalbard et île Jan Mayen) et trois dépendances dans l'hémisphère sud (île Bouvet, Île Pierre Ier et terre de la Reine-Maud, ces deux dernières formant deux revendications territoriales en Antarctique sur lesquelles la souveraineté norvégienne n'est généralement pas reconnue).
Le royaume de Norvège, tous territoires compris, culmine au Jøkulkyrkja (en), sur la terre de la Reine-Maud, à 3 148 m. Si on excepte les revendications antarctiques, le point culminant du pays est le Galdhøpiggen, 2 469 m, qui est situé sur sa partie européenne et continentale.
Hormis les points culminants des territoires extérieurs, tous les points culminants des fylkers norvégiens font partie des Alpes scandinaves.

## Liste
La liste suivante recense les points culminants des fylker et territoires norvégiens.
| #  | Sommet               | Fylke / Territoire     | Altitude (m) | Coordonnées                        | Image |
| -- | -------------------- | ---------------------- | ------------ | ---------------------------------- | ----- |
| 1  | Jøkulkyrkja (en)     | Terre de la Reine-Maud | 3 148        | 71° 53′ 00″ sud, 6° 40′ 00″ est    |       |
| 2  | Galdhøpiggen         | Innlandet              | 2 469        | 61° 38′ 11″ nord, 8° 18′ 45″ est   |       |
| 3  | Storen               | Vestland               | 2 405        | 61° 27′ 41″ nord, 7° 52′ 17″ est   |       |
| 4  | Beerenberg           | Île Jan Mayen          | 2 277        | 71° 04′ 36″ nord, 8° 09′ 52″ ouest |       |
| 5  | Puttegga (en)        | Møre og Romsdal        | 1 999        | 62° 12′ 43″ nord, 7° 41′ 44″ est   |       |
| 6  | Storskrymten         | Trøndelag              | 1 985        | 62° 22′ 21″ nord, 9° 03′ 42″ est   |       |
| 7  | Folarskardnuten      | Buskerud               | 1 930        | 60° 36′ 27″ nord, 7° 46′ 57″ est   |       |
| 8  | Oksskolten           | Nordland               | 1 916        | 66° 00′ 51″ nord, 14° 20′ 19″ est  |       |
| 9  | Gaustatoppen         | Vestfold et Telemark   | 1 883        | 59° 51′ 15″ nord, 8° 39′ 01″ est   |       |
| 10 | Jiehkkevárri         | Troms et Finnmark      | 1 834        | 69° 28′ 09″ nord, 19° 52′ 43″ est  |       |
| 11 | Pic Lars-Christensen | Île Pierre Ier         | 1 755        | 68° 50′ 00″ sud, 90° 37′ 00″ ouest |       |
| 12 | Newtontoppen         | Svalbard               | 1 717        | 79° 00′ 38″ nord, 17° 29′ 27″ est  |       |
| 13 | Vassdalseggi (en)    | Rogaland               | 1 658        | 59° 45′ 48″ nord, 7° 06′ 37″ est   |       |
| 14 | Sæbyggjenuten (en)   | Agder                  | 1 507        | 59° 27′ 42″ nord, 7° 37′ 33″ est   |       |
| 15 | Fjellsjøkampen (en)  | Akershus               | 812          | 60° 27′ 40″ nord, 10° 56′ 20″ est  |       |
| 16 | Olavtoppen (en)      | Île Bouvet             | 780          | 54° 25′ 14″ sud, 3° 23′ 13″ est    |       |
| 17 | Kjerkeberget (en)    | Oslo                   | 631          | 60° 08′ 09″ nord, 10° 37′ 03″ est  |       |
| 18 | Slavasshøgda (en)    | Østfold                | 336          | 59° 41′ 01″ nord, 11° 43′ 49″ est  |       |